# Lomographa polydamnaria
Lomographa polydamnaria är en fjärilsart som beskrevs av Charles Oberthür 1923. Lomographa polydamnaria ingår i släktet Lomographa och familjen mätare. Inga underarter finns listade i Catalogue of Life.